# Stenotaphrum secundatum
Stenotaphrum secundatum é uma espécie de planta com flor pertencente à família Poaceae. 
A autoridade científica da espécie é (Walter) Kuntze, tendo sido publicada em Revisio Generum Plantarum 2: 794. 1891.

## Portugal
Trata-se de uma espécie presente no território português, nomeadamente em Portugal Continental, no Arquipélago dos Açores e no Arquipélago da Madeira.
Em termos de naturalidade é introduzida nas três regiões atrás referidas.

## Protecção
Não se encontra protegida por legislação portuguesa ou da Comunidade Europeia.